# Raholca óvára
Raholca óvára (horvátul: Stari grad Orahovica, Oršulić) egy várrom Horvátországban, a Verőce-Drávamente megyei Raholca város határában. 

## Fekvése
A várostól mintegy 5 km-re délre, a Krndija-hegység legmagasabb csúcsa, 790 méteres Kapovac csúcs alatt, egy 680 méteres magasságban, észak-déli irányban húzódó hegytetőn állnak romjai.

## Története
Története tisztázatlan, építését a maradványok alapján a 13. század végére, vagy a 14. század elejére teszik. Egyes kutatókat megzavarja az a tény, hogy ezen területen két ilyen nagy erődítmény is van. Úgy tűnik, hogy a raholcai vár kezdeti említései az óvárra vonatkoznak (először 1317-ben említették), és a másik várat, amit ma Raholca várának, vagy Ružicának neveznek csak a 15. század közepén építette Újlaki IV. Miklós. 

## A vár mai állapota
A romok mintegy 120 méter hosszúságban és mintegy 25 méter szélesen húzódnak az észak-déli irányú sziklás hegytetőn. A vár négyszög alaprajzú volt, az északi és a déli oldalon félköríves bástyákkal. A falak elrendezése és hosszúsága alapján ez a vár régebbi építésű volt és nagyobb területen feküdt, mint a raholcai vár. Eddig nem sikerült lakótorony, vagy várpalota nyomaira bukkanni. Ez azt látszik erősíteni, hogy kizárólag védelmi célokra épült. Valószínűleg menedékvárnak építették veszély esetére a környező lakosság számára.